# 算獨
算獨（MATHDOKU/KENDOKU/KENKEN）

算獨或賢獨是花式數獨的一支，原型於 2004年日本人宮本哲也(Tetsuya Miyamoto)和台灣人張耀東在東京一起討論所改良發行，其主要理念為啟發性的自學式的數學益智遊戲。

算獨的基本規則是:行行列列數字不可相同，粗線算組符合運算提示。

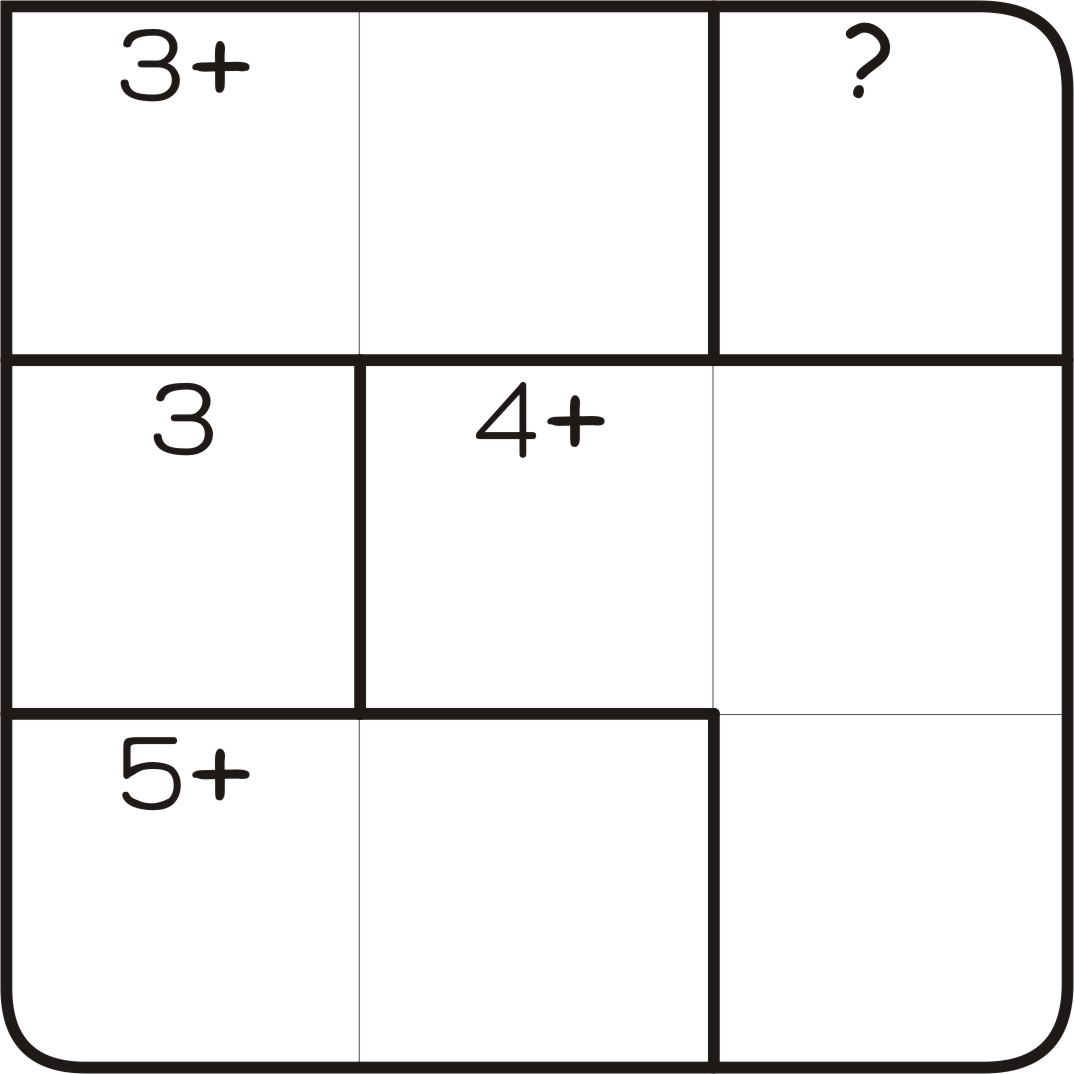
簡單的算獨範例

算獨的大小從3×3至9×9。此外，算獨包括好幾組算組-而且這些算組內的數字必須符合運算提示，利用指定的數學運算（包括加法，減法，乘法或除法）。例如，3X3簡單的算獨範例,包括123三個數字。相同數字不可重複在同一行或列中。粗線算組內的數字必須符合數學運算的提示。

## 演進
2005年起，美國人Mr. Robert Fuhrer（羅勃傅瑞爾）根據日本學研出版社（GAKKEN）所出版的“Kashikoku naru Puzzle”。由Nextoy註冊商標為KenKen和KenDoku並由國際象棋大師Mr. David Levy推薦給倫敦泰晤士報主編邁克爾哈維（Mr. Michael Harvey）。哈維深感算獨的啟發及魔力，自2008年3月開始，在泰晤士報出版這類益智謎題。現今全球，共有140多個報紙，每日連載算獨。
典型的算獨解法
解決上述算獨,必須使用123三組數字：
規則是
每一行都包含123,每一列都包含123

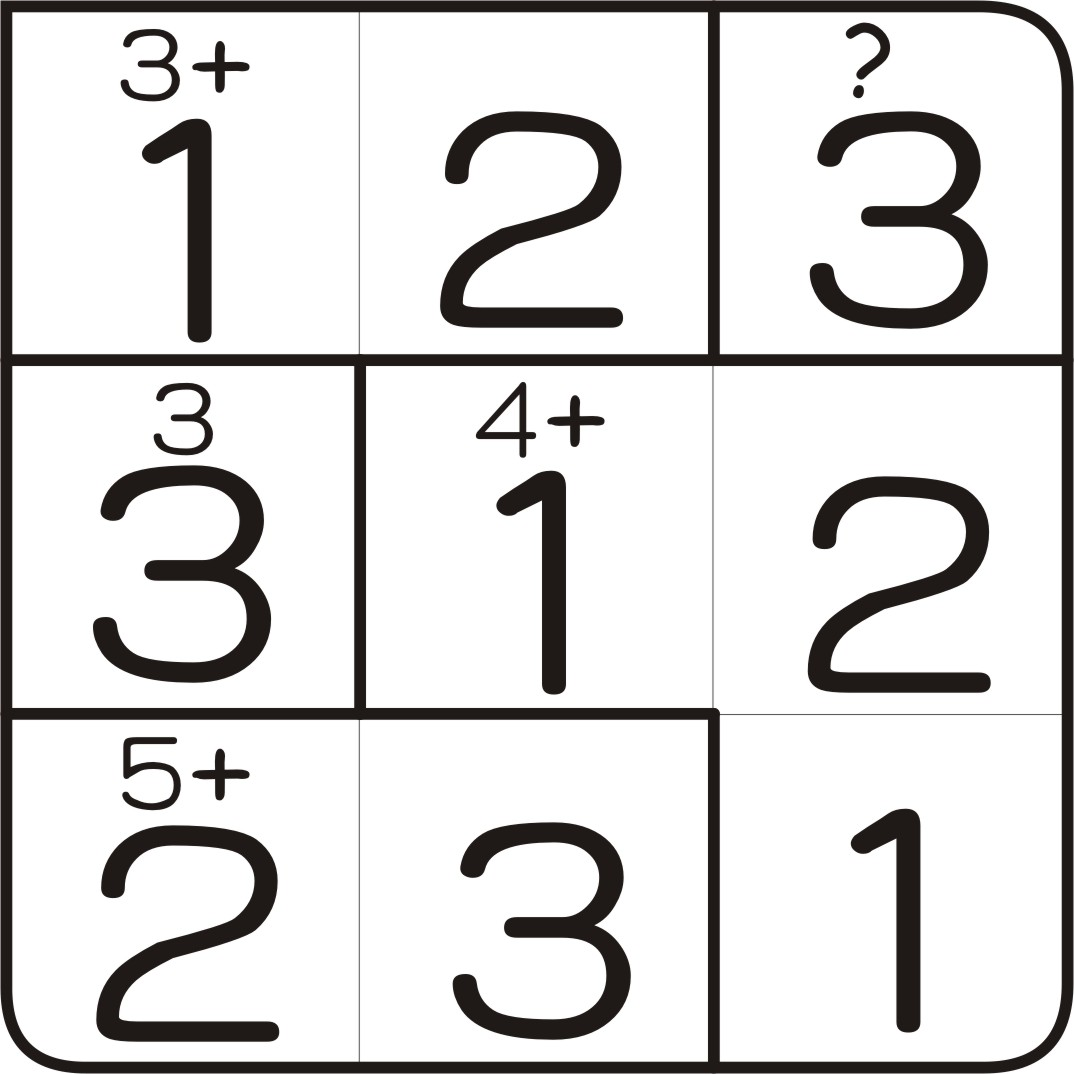
解答

每一個算組內的數字都符合指定的數學運算：加法（+），減（-），乘（×）和除（÷）。（備註:算組內的數字可以重複，只要不在行列中重複即可。）

## 範例
“3+”，表示可能組合為(1, 2), 但是不知道排列方式,因為這一行缺3,所以 ? 這一格為3。

“3”，表示這一格為3。

“5+”，表示可能組合為(2,3)或(1,4),但是因為這是3x3的題目,所以只能是(2,3),可是第一列不可放3了,所以排列必須為(2,3)。

“4+”，表示可能組合為(1, 1, 2)。因為兩個1必須在單獨的行列中，因此第2行第3列是2。

## 分支及變型
算獨是花式數獨的一支,包括純加法,加減法,純乘法,乘除法,四則運算及無運算提示等等。

## 參看
- 數獨
- 順獨
- 數和
- 數迴
- 數牆
- 數連
- 數壹
- 數燈
- 數間

## 外部連結
- 台灣數獨發展協會(官網) （页面存档备份，存于）
- kenken.com (official site) （页面存档备份，存于）
- Puzzle Guru Will Shortz （页面存档备份，存于）, 時代雜誌 Magazine, March 2, 2009
- PyKen （页面存档备份，存于） - an implementation that uses various extensions, such as exponentiation and complex arithmetic